# Aeteidae
Aeteidae zijn een familie van mosdiertjes uit de orde Cheilostomatida en de klasse van de Gymnolaemata.

## Geslachten
- Aetea Lamouroux, 1812
- Callaetea Winston, 2008